# Л-627
«Л-627» (фр. L.627) — французский кинофильм режиссёра Бертрана Тавернье о работе французской полиции. Соавтором сценария выступил бывший полицейский Мишель Александр.

## Сюжет
Люсьен Марге — следователь парижской полиции. Как руководитель отдела по борьбе с наркотиками, он каждый день сталкивается с жестокостью, но ему удаётся сохранять в себе человечность.

## В ролях
| Актёр          | Роль          |
| -------------- | ------------- |
| Дидье Безас    | Люсьен Марге  |
| Жан-Поль Комар | Додо          |
| Шарлотта Кади  | Мари          |
| Жан-Роже Мило  | Мануэль       |
| Нильс Тавернье | Винсент       |
| Клод Броссе    | комиссар Адор |

## Награды и номинации
В 1993 году фильм номинировался на премию «Сезар» в категориях «Лучший фильм», «Лучшая работа режиссёра», «Лучший сценарий» и «Самая многообещающая актриса» (Шарлотта Кади).

## Интересные факты
- Фильм посвящён сыну режиссёра, страдавшему от наркотической зависимости.
- Название фильма — отсылка к статье французского законодательства о наркотиках.